# Conus capreolus
Conus capreolus is een in zee levende slakkensoort uit het geslacht Conus. De slak behoort tot de familie Conidae. Conus capreolus werd in 1985 beschreven door Röckel. Net zoals alle soorten binnen het geslacht Conus zijn deze slakken roofzuchtig en giftig. Zij bezitten een harpoenachtige structuur waarmee ze hun prooi kunnen steken en verlammen.